# Investidura presidencial de Franklin D. Roosevelt en 1945

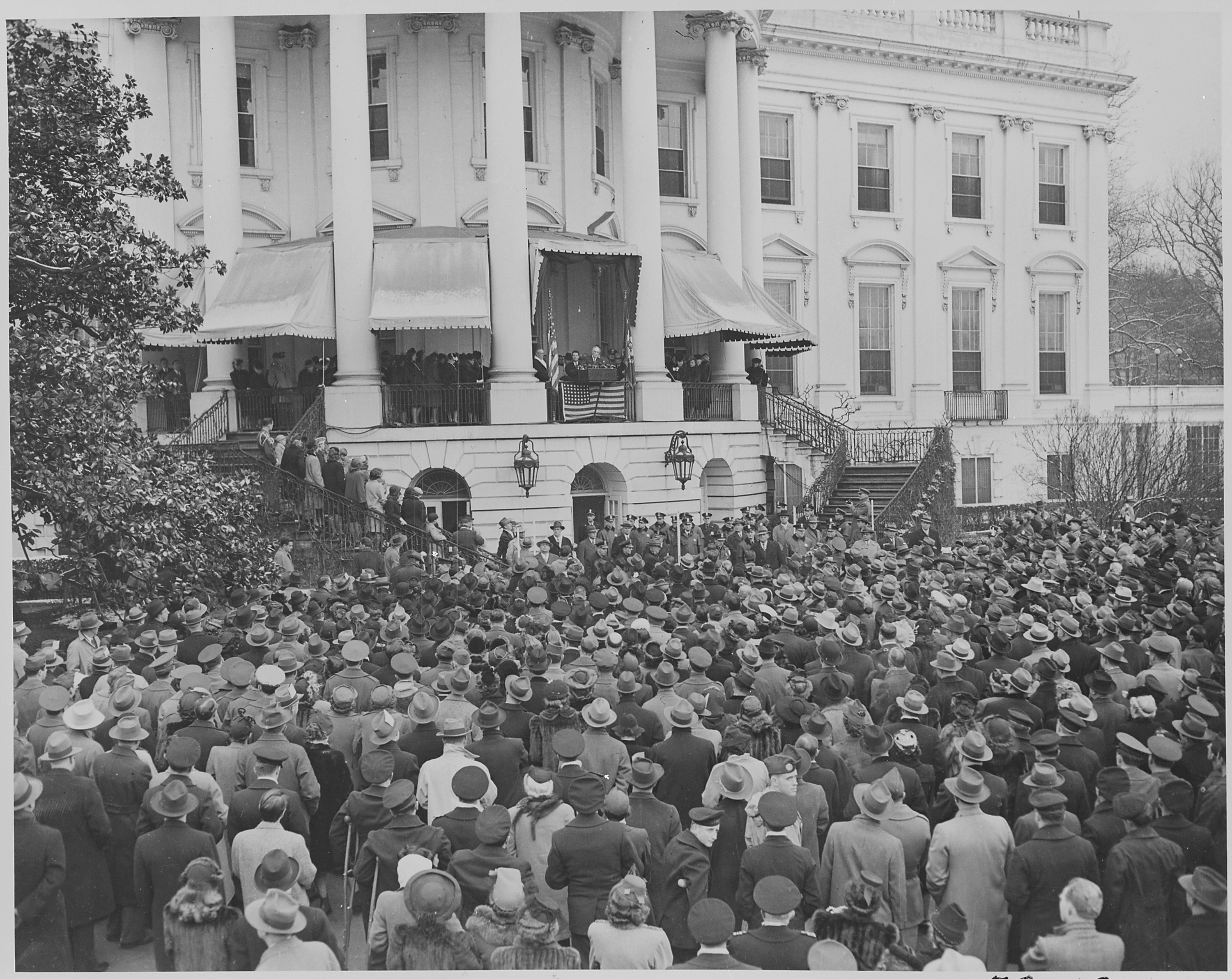
Investidura presidencial de Franklin D. Roosevelt en 1945.

La investidura presidencial de Franklin D. Roosevelt de 1945 fue realizada bajo en medio de las privaciones causadas por la Segunda Guerra Mundial, la cuarta investidura de Franklin D. Roosevelt, se celebró en el Pórtico Sur de la Casa Blanca, en lugar del Capitolio, el 20 de enero de 1945. Los desfiles y otras festividades fueron cancelados, en concordancia con el mal estado de salud de Roosevelt, muy afectado ya de enfermedades cardíacas y enfisema. Esta fue la única vez que la tradicional ceremonia de investidura no se celebrase al día siguiente en el Capitolio. El juramento fue administrado por el presidente de la Corte Suprema Harlan F. Stone y el posterior discurso fue una de los más cortos de la historia de una investidura presidencial estadounidense.
El caso de Franklin D. Roosevelt fue la primera y única vez que un presidente ha tomado posesión del cargo para un cuarto periodo. En 1951, se ratificó la Vigesimosegunda Enmienda a la Constitución de los Estados Unidos, donde establece que ninguna persona puede ser elegida presidente más de dos veces.